# Quanah
La ville de Quanah (en anglais [ˈkwɑːnə]) est le siège du comté de Hardeman, dans l’État du Texas, aux États-Unis. Elle comptait 3 022 habitants lors du recensement de 2000. 
Quanah est située à 309 km au nord-ouest de Fort Worth. Elle a été nommée en hommage au chef amérindien Quanah Parker.

## Personnalités associées
- Welborn Griffith (né)

## Source
- (en) Cet article est partiellement ou en totalité issu de l’article de Wikipédia en anglais intitulé « Quanah, Texas » (voir la liste des auteurs).